# Dascilloidea
Dascilloidea (лат.) — надсемейство жуков из инфотряда элатериформные (Elateriformia).

## Классификация
2 семейства. На территории России надсемейство Dascilloidea представлено семействами:
- Семейство Лопастники (Dascillidae) Guérin-Méneville, 1843 — В России — 3 вида. Источник оценки: Б. А. Коротяев [1995].
- Семейство Веероусы (Rhipiceridae) Latreille, 1834 — В России — 1 вид. Источник оценки: Б. М. Катаев [1995].